# 八里橋の戦い
八里橋の戦い（はちりきょうのたたかい）は、北京に程近い戦場で発生したアロー戦争での戦いの1つである。当時の戦況は清軍劣勢で、清軍は大沽砲台より敗走していたが、英仏の西洋軍の歩調は速く、清軍の直前まで進軍していた。1860年9月、八里橋での戦闘がはじまり、最終的にイギリス軍とフランス軍が勝利した。八里橋が陥落したことにより、北京への道が開けた。
イギリスとフランス軍は、当時としては最新の武器であるアームストロング砲や斉射戦術を使用して、清軍の騎兵隊を打ち払った。戦闘は瞬く間に終了し、清朝の咸豊帝は熱河避暑山荘へ逃亡した。